# Список персонажей телесериала и фильмов «Секс в большом городе»
На данной странице представлен список основных и второстепенных персонажей телесериала Секс в большом городе, появившихся в 6 сезонах шоу, а также двух полнометражных продолжениях. В скобках указаны имена актёров, исполнивших роли.

## Главные героини

### Кэрри Брэдшоу
Кэрри Брэдшоу (Сара Джессика Паркер) — рассказчик в каждой серии. Каждый эпизод сериала построен вокруг её мыслей во время написания её недельной колонки «Sex and The City» в газете «The New York Star». Принадлежит к нью-йоркской элите − она завсегдатай клубов, ресторанов и баров и известна своей уникальной разборчивостью (особенно в туфлях).
Кэрри причисляется к обществу «богатых и знаменитых», посещает модные мероприятия (вновь открывшиеся клубы, рестораны, бары, модные показы) с целью рекламы своей колонки; превосходно разбирается в моде (особенно хорошо разбирается в туфлях), знаменита своим уникальным стилем.
Кэрри арендует квартиру в одном из таунхаусов в престижном районе Нью-Йорка — Верхнем Ист-Сайде. Помимо трех близких подруг у Кэрри так же есть близкий друг Стенфорд Блетч (Уилли Гарсон) — молодой человек гомосексуальной ориентации из аристократической семьи, владелец агентства по работе с талантами.
Кэрри состоит в сложных романтических отношениях с Мужчиной Её Мечты, так же известным как Мистер Биг (Крис Нот), имя которого на протяжении всего сериала остается неизвестным зрителю, и раскрывается только на последней минуте заключительного эпизода сериала. Джон (полное имя Джон Джеймс Престон) имеет опыт двух неудачных браков, окончившихся разводами, и поэтому стремится к отношениям без обязательств, что служит причиной многих переживаний Кэрри. Герой Криса Нота — преуспевающий бизнесмен, заядлый курильщик сигар и большой поклонник Фрэнка Синатры.
После расставания с Мужчиной Её Мечты, следующие серьезные отношения Кэрри удается построить в третьем сезоне сериала с нью-йоркским дизайнером мебели Эйданом Шоу (Джон Корбетт). Герой Джона Корбетта — мужчина, ориентированный на семейные ценности, самый терпеливый и разумный из всех партнеров Кэрри. Эйдан более консервативен и традиционен в любовных отношениях, чем Кэрри, что в конечном итоге и служит причиной их разрыва.
Александр Петровский (Михаил Барышников) — известный художник, который становится возлюбленным Кэрри в последнем сезоне. Он увлекает её красивыми романтическими жестами и показывает Нью-Йорк с новой для неё стороны. Александр в разводе, его дочери 22 года. Его бывшая жена вместе с дочерью живут в Париже.

### Саманта Джонс
Саманта Джонс (Ким Кэттролл) — самая старшая из них. У нее свое PR — агентство. Очень экстравагантна и скандальна. Любит разговоры на интимные темы и быстро переходит от разговоров к делу.
Джерри (Смит) Джеррод (Джейсон Льюис) — молодой официант, которого Саманта соблазняет в последнем сезоне. Джерри хочет быть актером, поэтому совмещает работу официантом в ресторане с выступлениями в малоизвестном театре. Саманта, используя свои связи, помогает ему (включая смену его имени с Джерри Джеррода на Смита Джеррода) достойно начать карьеру. В одной из серий Смит упомянул о том, что он бывший алкоголик и посещает сеансы анонимных алкоголиков. В отношениях с Самантой Джерри проявился как верный и преданный партнер.

### Шарлотта Йорк
Шарлотта Йорк (Кристин Дэвис) — работает в галерее современного искусства. Самая консервативная и оптимистичная из всех.
Шарлотта обучалась в частном независимом женском гуманитарном колледже Смит. Её основная специализация — история искусств, дополнительная — финансовое дело. Шарлотта состояла в женской общине Каппа Каппа Гамма (в реальном колледже в отличие от вымышленного не существует никаких почетных общин). Шарлотта была королевой выпускного бала, председателем студенческого совета и капитаном группы поддержки.
В третьем сезоне Шарлотта встречает своего будущего мужа Трея МакДугла (Trey MacDougal) — привлекательного кардиолога родом из древнего шотландского клана. Главой семьи МакДуглов является мать Трея — Банни — властолюбивая женщина, стремящаяся контролировать жизнь своего сына, что осложняет отношения между Шарлоттой и Треем. В пятом сезоне, во время бракоразводного процесса, адвокат Шарлотты Гарри Голденблатт влюбляется в неё с первого взгляда. Шарлотта не считает его привлекательным, и встречается с ним только для сексуальных отношений, но со временем их отношения становятся серьезными, и они вступают в брак.

### Миранда Хоббс
Миранда Хоббс (Синтия Никсон) — по профессии юрист и этим гордится. Очень цинична и независима.
В самом начале сериала Миранда изображается как мужеподобная женщина, негативно настроенная по отношению к мужчинам. Но с течением времени она становится более женственной, более мягкой, особенно после рождения ребенка. Далее её сюжетная линия раскрывается в сложностях с которыми сталкивается женщина, желающая воспитывать ребенка и одновременно строить карьеру. Миранда так же продолжает искать подходящего партнера, так как считает, что Стив — отец её ребенка — не подходит ей в качестве спутника жизни. Миранда живёт в квартире в Верхнем Ист-Сайде, которую купила самостоятельно. Позже, выйдя замуж за Стива, переезжает в просторный таунхаус в Бруклине.

## Постоянные персонажи

### Джон Престон
Джон Престон / Мистер Биг (Крис Нот) (в русском переводе также известен Мужчина Её Мечты или Мистер Биг) — главный мужчина в жизни Кэрри. На протяжении шести лет они были возлюбленными, друзьями, друзьями-возлюбленными, и лишь в последней серии (где зрители наконец узнают настоящее имя персонажа) Биг понимает, что любит Кэрри и хочет быть с ней. В первом фильме выясняется его фамилия, и Кэрри и Джон, наконец, женятся.

### Стив Брэйди
Стив Брэйди (Дэвид Эйгенберг) — бармен, влюбившийся в Миранду. Стив растопил сердце Миранды, но бросил её, считая, что не достоин её. После того, как ему удалили одно яичко, Миранда из жалости переспала с ним, в результате чего забеременела и родила сына, которого они назвали Брэйди. Некоторое время спустя, они снова сошлись и сыграли свадьбу. На скромной церемонии в чудесном саду были лишь друзья и близкие.

### Гарри Голденблат
Гарри Голденблат (Эван Хэндлер) — адвокат, занимавшийся разводом Шарлотты и Трея. Он был абсолютно не во вкусе Шарлотты, но завоевал любовь женщины. Шарлотта приняла иудаизм, и они поженились. После безуспешных попыток завести ребёнка, пара удочеряет девочку из Китая, а через несколько лет у них рождается родная дочь.

### Смит Джеррод
Смит Джеррод (Джейсон Льюис) — молодой актёр, которого Саманта встретила в ресторане, где тот подрабатывал официантом. Начавшись как очередной роман, основанный на первоклассном сексе, Саманта постепенно пустила Смита в своё сердце и полюбила его. Женщина помогла Смиту с карьерой и, благодаря Саманте, тот стал мировой знаменитостью.

### Эйдан Шоу
Эйдан Шоу (Джон Корбетт) — владелец мебельного салона, для которого он сам создаёт мебель. Кэрри встречалась с ним дважды: сначала она изменила ему с Бигом, а затем отказалась выходить за него. И хотя эти отношения не закончились счастливо, они были особыми для обоих. В шестом сезоне Кэрри узнаёт, что Эйдан женился и у него родился сын. Кроме того, Эйдан появляется во втором фильме — Кэрри встречает его на базаре во время своего отпуска на Востоке. К тому времени у Эйдана родилось ещё два сына. Они чуть было не совершают ошибку, но Кэрри вовремя останавливается.

### Стэнфорд Блэтч
Стэнфорд Блэтч (Уилли Гарсон) — друг-гей Кэрри. Носит экстравагантные яркие костюмы, чаще всего зелёного цвета. Не отличается особо привлекательной внешностью, но обладает своеобразным чувством юмора, которым он привлёк своего парня Маркуса. Терпеть не может Энтони Марантино, но, как говорится, от любви до ненависти один шаг (и наоборот) — во втором фильме они сыграли свадьбу.

### Энтони Марантино
Энтони Марантино (Марио Кантоне) — друг-гей Шарлотты, устроитель вечеринок, итальянец. Однажды Кэрри и Шарлотта решили свести его со Стэнфордом, но Энтони отверг его. После этого оба воспылали лютой ненавистью друг к другу. Однако в первом фильме они встретились под Новый год, и у мужчин начался роман. В начале второй части они сыграли гей-свадьбу.

### Трей МакДугалл
Трей МакДугалл (Кайл МакЛахлен) — мужчина мечты Шарлотты: красивый, интеллигентный и богатый врач. Однако на деле всё оказалось сложнее: сначала женщина думала, что Трей — импотент, однако позже выяснилось, что дело в ней и том, какой видит её Трей. Когда же интимная жизнь наладилась, Шарлотта изменила Трею с садовником, которого встретила в семейном поместье МакДугаллов. Преодолев и этот барьер, пара столкнулась с очередной проблемой — они никак не могли зачать ребёнка. В итоге Шарлотта решила встать в лист ожидания на усыновление малыша из Китая, но отстранённость Трея от данной проблемы и настрой Банни, не желающей, чтобы в семье истинных шотландцев появился жёлтый ребёнок, сыграли свою роль в окончательном расставании супругов и их дальнейшем разводе.

### Магда
Магда (Линн Коэн) — домработница Миранды, няня Брэйди.

## Второстепенные персонажи

### Сезон 1
- Курт Харрингтон (Билл Сэйдж) — парень, который хотел лишь секса. Кэрри несколько раз переспала с ним ранее, а в одном из эпизодов первого сезона пошла на эксперимент, решив вести себя как мужчина: заняться сексом и попрощаться, не испытывая никаких чувств и привязанностей.
- Дерек, по прозвищу Кость (Андреа Боккалетти) — модель, клиент агентства Стэнфорда Блэтча. Он сбежал от светской шумихи вместе с Кэрри, у которой провёл ночь за разговорами.
- Сэм (Тимоти Олифант) — молодой человек, с которым недолго встречалась Кэрри. Ему было двадцать с небольшим, и Кэрри пришла в ужас, проснувшись утром в квартире, где царил полный бардак, в котором он жил со своим другом.
- Скиппер Джонстон (Бен Уэббер) — наивный и романтичный молодой мужчина, влюбившийся в Миранду.
- Баркли (Гэбриел Махт) — друг Кэрри, любитель моделей, записывавший секс с ними на видео кассету.

### Сезон 3
- Билл Келли (Джон Слаттэри) — очередной мужчина Кэрри, баллотировавшийся в мэры Нью-Йорка. После того, как Кэрри отказалась воплотить его сексуальную фантазию — пописать на него — мужчина нелестно отозвался о ней и её рубрике. Расставшись с Биллом, Кэрри раскрыла его секрет в своей колонке, правда, не указав имя в открытую.
- Банни МакДугалл (Френсис Стернхаген) — властная мать Трея. Пыталась контролировать жизнь сына даже после его женитьбы. Однако Шарлотте удалось дать понять Банни, что теперь она — главная женщина в жизни Трея.

### Сезон 4
- Наташа (Бриджит Мойнахан) — молодая и красивая жена Бига, которой мужчина изменил с Кэрри. Позже пара развелась.
- Ричард Райт (Джеймс Ремар) — крупный магнат, владелец сети отелей. Он один из немногих мужчин, с которым Саманта была в серьёзных отношениях. Однако он изменил женщине, потеряв её доверие. Некоторое время спустя, они попытались всё начать сначала, но Саманта поняла, что не сможет его простить и всегда будет подозревать в измене. Позже у неё был секс по глупости в то время, когда она встречалась со Смитом.
- Мария Диега Риз (Соня Брага) — красавица-лесбиянка, художница, с которой у Саманты начался серьёзный роман. Женщина буквально очаровала Саманту своим умом и чувством собственного достоинства и независимости. Однако Сэм быстро поняла, что жизнь без мужчин — не для неё.

### Сезон 5
- Джек Бергер (Рон Ливингстон) — талантливый писатель, бросивший Кэрри, оставив записку с извинениями.
- Битси ФонМафлинг (Джули Хальстон) — одинокая женщина в солидном возрасте, которая вышла замуж за гея. Оба утверждали, что влюбились. Позже девушки встречают Битси на улице и узнают, что она беременна.
- Маркус Адант (Шон Палмер) — модель и актёр, парень Стэнфорда.
- Мэри Брэйди (Энн Мира) — взбалмошная мама Стива, любительница выпить, настояла на том, чтобы малыша Брэйди крестили. Когда у неё случился микроинсульт, Миранда и Стив забрали женщину к себе в Бруклин.
- Нина Катц (Надя Дажани) — девушка с параличом лица. Кэрри встретила её в туалете, где та сказала, что встречалась с Эйданом после неё и состроила гримасу. Кэрри долго не могла успокоиться, и потому посчитала своим долгом объясниться с ней и сказать, что она не хотела разбивать сердце Эйдану.

### Сезон 6
- Роберт Лидс (Блэр Андервуд) — чернокожий доктор баскетбольной команды, живший в доме Миранды и с которым у женщины начался роман. Однако Миранда бросила его, поняв, что всё ещё любит Стива.
- Джереми (Дэвид Духовны) — первая любовь Кэрри — Джерри, с которым она пыталась восстановить отношения, но оказалось что он проходит лечение в психиатрической больнице.
- Александр Петровский (Михаил Барышников) — русский возлюбленный Кэрри, с которым она уехала жить в Париж.
- Дэбби (Элени Фуашес) — подружка Стива, с которой очень не хотела встречаться Миранда.

### Первый фильм
- Данте (Жилль Марини) — красавец-сосед Саманты в Лос-Анджелесе. Каждый день у него был секс с новой девушкой. Саманта чуть было не изменила Смиту с ним.

### Второй фильм
- Майли Сайрус (играет саму себя) — молодая актриса, которая пришла на премьеру фильма Смита (во второй части) в том же платье, что и Саманта.
- Кармен (Пенелопа Крус) — девушка, с которой Джон встретился в баре.
- Ники (Нойл Майлз) — сексуальный брат Энтони, с которым у Саманты был секс после свадьбы Энтони и Стэнфорда.
- Рикард Спирит (Макс Райан) — красавец-богач, с которым девушки познакомились в пустыне. Саманту арестовали за неприличное поведение, когда она была с Рикардом. В Америке они всё же встретились и занялись сексом.
- Лайза Миннелли (играет саму себя) — легендарная певица исполнила несколько песен на свадьбе Энтони и Стэнфорда и поздравила молодожёнов.
- Тьюзди Найт (играет саму себя) — появляется на показе мод во второй части.
- Эйрин (Элис Ив) — сексуальная няня Шарлотты. Женщина очень боялась, что Гарри изменит ей с Эйрин, но в конце концов выяснилось, что Эйрин — лесбиянка.

## Приглашённые знаменитости
- Инид Мид (Кэндис Берген) — издатель журнала Вог, бизнес-леди, женщина с железной хваткой, которая наняла Кэрри писать статьи для журнала.
- О (Алан Камминг) — модельер, занимавшийся подготовкой Кэрри к благотворительному показу мод.
- Кэтрин (Элизабет Бэнкс) — модельер, готовивший Кэрри к благотворительному показу.
- Сэт (Джон Бон Джови) — клиент психотерапевта доктора Джи. Теряет интерес к женщине после того, как переспит с ней.
- Керри Фишер (играет саму себя) — начальница персонажа Винса Вона, заставшая его в постели с Кэрри Бредшоу прямо в своём доме.
- Мэттью Макконахи (играет самого себя) — актёр хочет спродюсировать фильм по мотивам статей Кэрри и сыграть роль Бига. В сериале Макконахи представлен, как распущенный и даже неотёсанный мужчина.
- Дэбби (Сара Мишель Геллар) — стервозная сотрудница продюсерской компании, с которой встретилась Кэрри во время поездки в Лос-Анджелес.
- Хизер Грэм (играет саму себя) — подруга Нины Катц.
- Люси Лью (играет саму себя) — клиентка Саманты. Сэм воспользовалась именем Лью, чтобы получить для себя сумку Биркин, и когда её прислали актрисе, Саманта попыталась объяснить ситуацию и вызвала гнев Лью, которая тут же уволила Сэм.
- Хайди Клум (играет саму себя) — профессиональная модель, партнерша Кэрри в дефиле, в котором участвовала Кэрри. (В этом дефиле каждая профессиональная модель участвовала в паре с приглашенной к участию дамой немоделью.) Когда Кэрри упала прямо на подиуме на глазах изумлённой публики, Хайди перешагнула через неё (Хайди по сценарию дефилировала после Кэрри).
- Джейк (Брэдли Купер) — с ним чуть было не переспала Кэрри, когда была под эффектом от статьи в журнале Одинокие и потрясающие?, а на обложку была помещена ужасная фото Кэрри после бессонной ночи и с сигаретой в руках.
- Хью Хефнер (играет самого себя) — идол Саманты, которого она встречает на одной из вечеринок в Лос-Анджелесе. Кроме того, Хэфнер приглашает Саманту в свой особняк.
- Джереми (Дэвид Духовны) — бывший одноклассник Кэрри, её первая любовь, с которым она встретилась много лет спустя и прекрасно провела время, а затем узнала, что тот добровольно лечится в психиатрической лечебнице.
- Фиби (Джери Халлиуэлл) — знакомая Саманты, которую та встретила на улице — в страшную жару женщина напомнила Сэм, что рядом с её домом открыт элитный бассейн, в который она уже долгое время не может попасть.
- Чип Кил-Кинни (Виктор Вебстер) — брокер, сосед Саманты, который рассказывал ей новости биржи после секса.
- Вилли Форд (Брайан Ван Хольт) — отвязный киноактёр, с которым встречалась Шарлотта, становясь не менее развязной.
- Кит Трэверс (Винс Вон) — ассистент Керри Фишер, которого Кэрри Брэдшоу встретила на вечеринке в Лос-Анджелесе и который выдал себя перед Кэрри Бредшоу за владельца усадьбы, на самом деле принадлежащего Кэрри Фишер.
- Дон (Аланис Мориссетт) — лесбиянка, с которой Кэрри поцеловалась, играя в бутылочку.
- Виктория (Дженнифер Кулидж) — отчаявшаяся женщина, которая после болезненного разрыва с мужчиной решила, что её призвание — дизайн женских сумок.
- Жульет (Кароль Буке) — бывшая жена Петровского, с которой ужинала Кэрри в Париже.
- Дженни Брайер (Кэт Деннигс) — избалованная 13-летняя девочка, для которой Саманта устраивала вечеринку по случаю Дня Рождения.
- Дональд Трамп (играет самого себя) — с ним ужинал пожилой миллионер, ухаживавший за Самантой.
- Продавщица (Линда Евангелиста)
- Александр Петровский (Михаил Барышников) — русский художник, один из важных мужчин в жизни Кэрри.